# (500035) 2011 SM108
(500035) 2011 SM108 es un asteroide perteneciente al cinturón de asteroides, descubierto el 4 de agosto de 2011 por el equipo del Observatorio Astronómico de Mallorca desde el Observatorio Astronómico de La Sagra, Puebla de Don Fadrique (Granada), España.

## Designación y nombre
Designado provisionalmente como 2011 SM108.

## Características orbitales
2011 SM108 está situado a una distancia media del Sol de 3,172 ua, pudiendo alejarse hasta 4,058 ua y acercarse hasta 2,286 ua. Su excentricidad es 0,279 y la inclinación orbital 7,228 grados. Emplea 2064,21 días en completar una órbita alrededor del Sol.
Los próximos acercamientos a la órbita de Júpiter se producirán el 7 de enero de 2089, el 22 de diciembre de 2099 y el 15 de febrero de 2111, entre otros.

## Características físicas
La magnitud absoluta de 2011 SM108 es 16,2.